# René-Jean Jacquet
René-Jean Jacquet (* 27. Juni 1933 in Bordeaux; † 21. Juli 1993 in Reims) war ein französischer Fußballspieler.

## Der Spieler
René-Jean Jacquets Karriere ist ein Beispiel für einen wohl nur durchschnittlichen Fußballer, der nichtsdestoweniger kurzzeitig aus der Anonymität auf die ganz große Bühne tritt, um anschließend wieder aus den Schlagzeilen zu verschwinden. Das Fußballspielen begann er in seiner Geburtsstadt; ob er von Anfang an bei den Girondins de Bordeaux spielte, ist bisher nicht zu ermitteln. Für diesen Verein bestritt er jedenfalls erstmals im April 1954 eine Begegnung in der ersten französischen Liga: er stand beim 2:2 gegen den FC Nancy zwischen den Pfosten; dabei war er für einen Torhüter mit nur 1,69 Metern Größe eigentlich auch schon für damalige Verhältnisse zu kurz geraten. Immerhin kam er, trotz der Konkurrenz eines Pierre Bernard, in dieser Saison auch in den vier anschließenden Begegnungen in Bordeaux’ erster Mannschaft zum Einsatz, die am Saisonende einen überraschenden dritten Platz belegen konnte. Ob er in der folgenden Spielzeit 1954/55 noch an der Gironde oder bereits in der Champagne spielte, ist unklar; Erstligaeinsätze hatte er in dem Jahr jedenfalls nicht.
Spätestens ab der Saison 1955/56 stand er mit Gewissheit bei Stade de Reims unter Vertrag; dessen Trainer Albert Batteux hatte ihn als zweiten Mann hinter Paul Sinibaldi geholt, von dem man sagte, er brauche eigentlich gar keinen Stellvertreter, weil er in den drei zurückliegenden Spielzeiten in sämtlichen 102 Ligabegegnungen zuverlässig gehalten und den Rémois zu zwei Meistertiteln und dem Gewinn der Coupe Latine verholfen hatte. Aber Jacquets Zeit kam schneller als erwartet: Sinibaldi geriet aufgrund einer Verletzung in eine Formkrise, und schon am 13. Oktober 1955 stand der Ersatzkeeper erstmals im Tor der Rot-Weißen. Da er seinen Kasten in Toulouse sauber halten konnte, schenkte Batteux ihm auch weiterhin meist das Vertrauen, und Jacquet brachte es bis Saisonende noch auf 13 weitere Erstligabegegnungen. Vor allem aber wurde er im erstmals ausgetragenen Europapokal der Landesmeister in den Spielen gegen AGF Århus und Hibernian Edinburgh eingesetzt. Aufgrund seiner Leistungen v. a. gegen die Schotten (Reims spielte zweimal zu Null) war er auch für das Endspiel gegen Real Madrid im Pariser „Parc des Princes“ erste Wahl des Trainers. Hier allerdings konnte auch er die 3:4-Niederlage nicht verhindern.

Dennoch wurde er 1956/57 zur endgültigen Nr. 1 des Klubs, bestritt sämtliche 34 Ligaspiele und wurde mit Stade Meisterschafts-Dritter.
Dann allerdings holte der Verein Dominique Colonna, der den kleinen René Jacquet sofort aus der Stammelf verdrängte und ihn im Jahr des Doublé (Reims wurde 1958 Landesmeister und Pokalsieger) nur noch zu zwei Einsätzen in der Division 1 kommen ließ. Auch in den folgenden drei Jahren stand er nur sporadisch in der ersten Elf (insgesamt noch 26 Liga- und ein weiteres Europapokalspiel), und 1959 gab es im erneut erreichten Europapokalfinale nur einen Platz auf der Reimser Auswechselbank für ihn. Immerhin wurde er 1960 noch einmal französischer Meister.

1961 wechselte Jacquet zum Zweitligisten Lille OSC, bestritt dort 25 der 36 Ligapartien, aber zum erhofften Aufstieg reichte es für die Nordistes nicht und der Verein trennte sich nach einem Jahr wieder von seinem Torwart.
Wo und wie lange René-Jean Jacquet, der im Sommer 1962 ja gerade erst seinen 29. Geburtstag feierte, anschließend noch gespielt hat und was aus ihm nach seiner aktiven Zeit geworden ist, lässt sich bisher nicht ermitteln, obwohl er während 18 Monaten auf höchstem Niveau der unangefochtene Mann mit der Rückennummer 1 gewesen war.

### Stationen
- Girondins de Bordeaux (bis 1954 oder 1955)
- Stade de Reims (1954 oder 1955–1961)
- Lille Olympique SC (1961/62, in D2)

## Palmarès
- Französischer Meister: 1958, 1960
- Französischer Pokalsieger: 1958
- Europapokal der Landesmeister: Endspielteilnehmer 1956
- 81 Einsätze (5 für Bordeaux, 76 für Reims) in der Division 1; 6 Einsätze im Europapokal der Landesmeister